# Castello di Montorio (Sorano)
Il castello di Montorio è una struttura fortificata situata nel borgo medievale di Montorio, nel territorio comunale di Sorano, in provincia di Grosseto.

## Storia
Il complesso sorse in epoca medievale come rocca aldobrandesca, ed era uno dei tanti possedimenti che la nobile famiglia aveva nella zona. Tuttavia, già nel corso del Duecento, gli Aldobrandeschi cedettero il complesso in usufrutto agli Ottieri, signori locali tra i quali è ricordato il conte Bartolomeo.
Successivamente, a seguito di varie lotte con Orvieto per il dominio su Montorio, il castello rimase sempre in possesso della famiglia Ottieri, pur continuando a risentire delle influenze degli Aldobrandeschi in epoca tardomedievale e della repubblica di Siena durante il periodo rinascimentale.
Il luogo rimase sotto la giurisdizione della contea di Castell'Ottieri fino agli inizi del Seicento, epoca in cui venne inglobato nel Granducato di Toscana, pur rimanendo formalmente indipendente e sotto il controllo degli stessi Ottieri fino all'estinzione della famiglia. Sul finire del XV secolo vi si svolse la battaglia tra Aragonesi e i baroni ribelli.
Passato nel territorio granducale, il castello venne ceduto a privati e trasformato in fattoria fortificata.
Il castello fu donato in perpetuo da Ottone I imperatore con Diploma del 19 agosto 967 emesso da Viterbo in favore di Raynerius Lotherius signore di castell'Ottieri e suoi eredi e successori maschi. Su questo castello gli Aldobrandeschi vantarono lungamente "alcuni diritti", forse di origine dotale, tuttavia, il feudo rimase sempre nel dominio degli Ottieri fino alla estinzione della casa avvenuta con Lottario di Francesco Maria di Lotario e di Olimpia di Andrea Maidalchini sposato con Dorothea di Cristofano de' Vecchi e di Girolama Orlandini deceduto in Roma senza prole il 24 marzo 1789, per cui, Montorio e Sopano per disposizione di fedecommesso di casa Ottieri passò al marchese Benedetto di Giancorrado di Leonida Orsini e di Cristina di Cesare Colonna sposato con Minerva di Francesco Maria Ottieri e di Olimpia di Andrea Maidalchini, sorella, quest'ultima, del suddetto ultimo rampollo di tale casa, deceduto anch'egli in Roma senza prole il 18 gennaio 1797. Il subentro nel detto fedecommesso passò a uno dei rami della casa Della Ciaia di Siena, che ne propose la cessione di Montorio e Sopano (quest'ultimo accorpato a Montorio) al granduca di Toscana Ferdinando III, il quale, con suo motuproprio del 18 novembre 1797 accettò ed eresse questo feudo in marchesato granducale col titolo di marchese in favore di Angelo Ottieri della Ciaja, suoi eredi e successori. L'iter burocratico della vicenda non poté giungere a conclusione per la fuga da Firenze del detto granduca in seguito alla occupazione napoleonica della Toscana, pertanto, la sua definizione rimase giacente tra le "pratiche sospese" ma non giunse a conclusione neppure dopo la restaurazione dello stesso granduca poiché, tornato in carica, costui confermò le leggi napoleoniche che abolivano i feudi e convertivano i fedecommessi in eredità a favore di coloro che ne godevano il possesso al momento dell'entrata in vigore delle stesse. Angelo Ottieri della Ciaja, unico erede secondo le nuove leggi e non più vincolato dalle disposizioni del fedecommesso, agli inizi del XIX secolo cedette Montorio e Sopano alla famiglia Selvi di Sorano imparentata con la casa di sua moglie Anna Maria Finetti.

## Descrizione
Il castello di Montorio si presenta, nel complesso, come una fattoria fortificata, a seguito della trasformazione postseicentesca.
La struttura si articola ad "L", il cui vertice è costituito da una torre ribassata a sezione circolare che coincide con l'angolo sud-orientale delle mura che delimitano il borgo. Le pareti si presentano interamente rivestite in conci di tufo e, sul lato esterno, coincidono con un breve tratto della cortina muraria; si conservano alcuni elementi stilistici del periodo medievale nonostante i rifacimenti successivi.
All'interno del borgo, i due corpi di fabbrica del castello delimitano un cortile in cui è collocato il pozzo, che in passato funzionava come cisterna: quest'ultimo è decorato con alcuni specchi che originariamente erano collocati presso il castello di Sopano.